# Водограй (журнал)
«Водогр́ай» — щомісячний дитячий часопис, який розповсюджується в усіх областях України, щоб нести у світ дітей справжні істини й допомогти їм зростати в цім світі у правді, мирі та любові. Видавництво журналу розпочалося у 2001 році з накладом 800 примірників, а сьогодні[коли?] наклад журналу близько 14 000 примірників.
В журналі існують саме ті рубрики, які сприяють до доброти, взаємної поваги до громадського життя, наприклад: «Будьмо ввічливими», «Мандри Батьківщиною», а також дітям пропонується виявити свої здібності та зробити щось власними руками.
3120 примірників журналу висилаються безкоштовно дітям сиротам у школи-інтернати у Бучі, Хмельницькому, Києві, Ярмолинцях, Бортничах та ін.
Загалом журнал «Водограй» адресований дитячій аудиторії віком від 6 до 13 років. Однак як показує досвід, корисну для себе інформацію в ньому знаходять і молодь і дорослі і навіть 3-х річні діти, яким бабусі й дідусі з зацікавленням читають комікси й малюки почувши самі спішать розповідати їх батькам.
Як головну мету редакція часопису ставить розвиток у дітях високих моральних і духовних цінностей, ознайомлення з основами християнського життя. Мрія «Водограю» дійти до кожної дитини в Україні, щоб допомогти сім'ї, школі, суспільству, дитсадкам і яслам — адже слово «Водограй» означає джерело, з якого всі діти України можуть черпати християнські цінності правди та любові до Бога.